# Strange (Wet Wet Wet)
Strange is een nummer van de Schotse band Wet Wet Wet uit 1997. Het is de tweede single van hun zevende studioalbum 10.
Het nummer was de opvolger van de ballad If I Never See You Again. "Strange" was echter minder succesvol dan de voorganger. Hoewel het in thuisland het Verenigd Koninkrijk een hit werd met een 13e positie, werd de Nederlandse Top 40 of Tipparade niet gehaald. In plaats daarvan bereikte het de 83e positie in de Nederlandse Single Top 100. Succesvoller was de plaat in Vlaanderen met een 10e positie in de Tipparade.

## Tracklijst
UK CD1
1. "Strange" (radio edit)
2. "Lip Service" (live at Hook End)
3. "Don't Want to Forgive Me Now" (live at Wembley)
4. "Strange" (live at Hook End)

UK CD2
1. "Strange" (radio edit)
2. "If I Never See You Again" (live at Hook End)
3. "Theme from Grand Prix"
4. "Strange" (LP version)

UK cassette en Europese CD-single
1. "Strange" (radio edit)
2. "Don't Want to Forgive Me Now" (live at Wembley)